# Jean Goulemot
Jean Goulemot (aussi parfois Jean-Marie Goulemot, Jean M. Goulemot) est un professeur et chercheur français né le 20 juillet 1937 à Granville et mort le 9 avril 2023 dans le 15e arrondissement de Paris,. Son champ de spécialisation est le XVIIIe siècle, en particulier l’histoire des idées et des pratiques culturelles. Il est professeur émérite de l’Université de Tours, où il a enseigné de 1970 à 1998, après avoir été assistant, puis maître-assistant, à la Sorbonne de 1965 à 1970.
Normalien, agrégé de Lettres (1962) et docteur d’État, Jean Goulemot a été nommé membre de l’Institut universitaire de France en 1991 et il a longtemps collaboré à France Culture, notamment à l’émission Panorama.

## Travaux
Outre ses études sur des auteurs (Marivaux, Montesquieu, Voltaire, Diderot, Chénier, Laclos, Casanova, Bernardin de Saint-Pierre, etc.) et ses manuels d’histoire littéraire, Jean Goulemot a consacré ses recherches principalement à cinq aspects du XVIIIe siècle.
En histoire des idées, il explore le concept de révolution sous l’Ancien Régime. Dès 1967, il publie ses premières réflexions sur le sujet dans les « Annales historiques de la Révolution française ». Sa thèse de doctorat, « Discours sur l’histoire, discours sur les révolutions à l’Âge classique », publiée en 1975, puis rééditée, dans une version augmentée, en 1996, porte sur l’imaginaire politique associé à ce concept depuis le XVIe siècle. C’est dans ce cadre qu’il aborde les textes utopiques et le statut de l’engagement des intellectuels, écrivains et philosophes.
Dès le début des années 1970, il collabore aux premières entreprises de recherche assistée par ordinateur. Il publie alors des travaux de lexicométrie sur Jean-Jacques Rousseau et sur le vocabulaire de la Révolution française.
Ses travaux sur la littérature érotique explorent deux dimensions de l’imaginaire sexuel. D’une part, il édite des textes scientifiques de Samuel Auguste Tissot, de J.D.T. de Bienville et de Jean-Baptiste Thiers. D’autre part, il s’interroge sur les mécanismes de la lecture des œuvres de ce genre, dans des travaux sur Sade et sur Restif de La Bretonne. C’est l’objet de l'ouvrage Ces livres qu’on ne lit que d’une main. Lecture et lecteurs de livres pornographiques au XVIIIe siècle, d’abord paru en 1991, puis traduit en anglais en 1994. Pour Jean-Christophe Abramovici, c'est grâce à Jean Goulemot que cette littérature « est aujourd'hui un véritable objet d'étude. »
Il aborde l’écriture autobiographique et les formes de l’intimité aussi bien chez des auteurs classiques, notamment Jean-Jacques Rousseau, que chez des mémorialistes méconnus, par exemple Valentin Jamerey-Duval, qu’il édite en 1981, puis en 2011.
Enfin, dès 1973, dans un article intitulé « Propositions pour une réflexion sur l’épistémologie des recherches dix-huitiémistes », il réfléchit au fondement des recherches sur le Siècle des Lumières. Cela l’amène à écrire, en 1980, « Vouloir ne plus être dix-huitiémiste », puis, en 2002, à rappeler son « Parcours ».
Jean Goulemot a aussi écrit sur le rapport de la France, et particulièrement du Parti communiste français, à la figure de Joseph Staline, ainsi que sur l’histoire des bibliothèques et sur l’histoire de la lecture.

## Publications

### Livres

#### Études
- Le Siècle des Lumières, Paris, Seuil, coll. « Peuple et culture », no 21, 1968, 254 p. Avec Michel Launay, avec la collaboration de Georges Mailhos. Rééditions : 1972 et 1975. Traduction : El Siglo de las Luces, Ediciones Guadarrama, 1969, 347 p.
- Discours, révolutions et histoire : représentations de l’histoire et discours sur les révolutions de l’âge classique aux Lumières, Paris, Union générale d’éditions, coll. « 10/18 », no 1012, 1975, 510 p. Réédition : Le règne de l’Histoire. Discours historiques et révolutions. XVIIe – XVIIIe siècles, Paris, Albin Michel, coll. « Bibliothèque Albin Michel Idées », 1996, 455 p.  (ISBN 2-226-08787-7)  (ISSN 1158-4572)
- Le Clairon de Staline : de quelques aventures du Parti communiste français, Paris, Le Sycomore, coll. « Boîte de Pandore », 1981, 161 p. Nouvelle édition : Pour l’amour de Staline. La face oubliée du communisme français, Paris, CNRS Éditions, 2009, 378 p. En annexe, trois études sur les commémorations des Lumières.  (ISBN 978-2-271-06713-5)
- La Littérature des Lumières, Paris, Bordas, coll. « en toutes lettres », no 4, 1989, 189 p.  (ISBN 2-04-018279-9) Nouvelle édition : Paris, Nathan/VUEF, coll. « Lettres Sup », 2002, 186 p.  (ISBN 2-09-191238-7)
- Ces livres qu’on ne lit que d’une main. Lecture et lecteurs de livres pornographiques au XVIIIe siècle, Aix-en-Provence, Alinéa, coll. « De la pensée », 1991, 171 p. Ill.  (ISBN 2-7401-0010-8) Deuxième édition revue, augmentée et corrigée : Paris, Minerve, 1994, 182 p. Ill.  (ISBN 2-86931-071-4) Traduction : Forbidden Texts : Erotic literature and its Readers in Eighteenth-Century France, traduction de James Simson, Philadelphie, University of Philadelphia Press, 1994, 167 p.; Oxford, Polity, 1995, 167 p.  (ISBN 0-7456-1021-8)
- Gens de lettres, écrivains et bohèmes. L’imaginaire littéraire 1630-1900, Paris, Minerve, 1992, 199 p. Avec Daniel Oster.  (ISBN 2-86931-062-5)
- Vocabulaire de la littérature du XVIIIe siècle, Paris, Minerve, 1996, 240 p. Avec Didier Masseau et Jean-Jacques Tatin-Gourier.  (ISBN 2-86931-083-8)
- Adieu les philosophes. Que reste-t-il des Lumières ?, Paris, Seuil, coll. « L’avenir du passé », 2001, 214 p.  (ISBN 2020376296)
- André Chénier. Poésie et politique, Paris, Minerve, coll. « Voies de l’histoire », série « Figures et problèmes », 2005, 216 p. Avec Jean-Jacques Tatin-Gourier.  (ISBN 2-86931-113-3)
- L’Amour des bibliothèques, Paris, Seuil, 2006, 292 p.  (ISBN 2-02-081683-0)
- Diderot. Salons, Neuilly, Atlande, coll. « Clefs concours. Lettres XVIIIe siècle », 2007, 191 p. Avec Jean-Christophe Abramovici, Pierre Frantz et Frédéric Calas.  (ISBN 978-2-35030-043-6)
- Heil de Gaulle ! Histoire brève et oubliée du stalinisme en France, Paris, Vuibert, 2011, 175 p. Avec Paul Lidsky.  (ISBN 978-2-311-00147-1)
- Le Petit Dictionnaire Fragonard en 16 plaisirs, Paris, RMN / Grand Palais, 2015, 128 p.  (ISBN 978-2-7118-6278-8)

#### Éditions de textes
- Sade, Les infortunes de la vertu, Paris, Flammarion, coll. « GF », no 214, 1969, 186 p. Chronologie et préface par Jean Goulemot. Réédition : 2014.  (ISBN 978-2-08-133013-9)
- Sade, Les contes et fabliaux, Rombaldi, 1971. Édition de Jean Goulemot.
- J.D.T. de Bienville, De la nymphomanie : ou, Fureur utérine; suivi de quelques articles de l’Encyclopédie, Paris, Le Sycomore, coll. « La boîte de Pandore », 1980, 206 p. Préface de Jean Goulemot.
- Tissot, L’onanisme : dissertation sur les maladies produites par la masturbation; suivi de Considérations sur la confection des corsets propres à s’opposer à la pernicieuse habitude de l’onanisme; et d’Une publicité pour les instruments de miséricorde, Paris, Le Sycomore, coll. « La boîte de Pandore », 1980, 159 p. Édition de Jean Marie Goulemot. Préface de Théodore Tarczylo.
- Valentin Jamerey-Duval, Mémoires. Enfance et éducation d’un paysan au XVIIIe siècle, Paris, Le Sycomore, 1981, 423 p. Avant-propos, introduction, notes et annexes par Jean Goulemot.  (ISBN 2-86262-082-3) Réédition : 1983. Réédition : Minerve, 2011, 328 p. Édition (modernisée) de Jean Goulemot.  (ISBN 978-2-86931-127-5)
- Jean-Baptiste Thiers, Traité des superstitions : croyances populaires et rationalité à l’Âge classique, Paris, Le Sycomore, coll. « Boîte de Pandore », 1984, 345 p. Texte établi, présenté et annoté par Jean Goulemot.
- La vie parisienne. Anthologie des mœurs du XIXe siècle, Paris, Sand/Conti, 1989, 354 p. Ill. Avec Daniel Oster.  (ISBN 2-7107-0432-3)
- Sade, Aline et Valcour ou Le roman philosophique : écrit à la Bastille un an avant la Révolution de France, Paris, Librairie générale française, coll. « Le livre de poche. Classique », no 4757, 1994, 895 p. Ill. Édition établie, présentée et annotée par Jean Goulemot.  (ISBN 225301298X)
- Marivaux, L’île des esclaves, Paris, Le livre de poche, coll. « Théâtre de poche », no 18001, 1999, 90 p. Préface, notes et commentaires par Jean Goulemot.  (ISBN 2-253-18001-7)
- Voltaire, Micromégas, Paris, Le livre de poche, coll. « Libretti », no 14904, 2000, 94 p. Ill. Présentation, dossier et notes par Jean Goulemot.  (ISBN 2-253-14904-7)
- Denis Diderot, Paradoxe sur le comédien, Paris, Librairie générale française, coll. « Classiques de poche », no 16084, 2001, 288 p. Introduction, notes et dossier par Jean Goulemot.  (ISBN 2-253-16084-9)
- Jean-Jacques Rousseau, Julie ou la Nouvelle Héloïse. Lettres de deux amants habitants d’une petite ville au pied des Alpes recueillies et publiées par J.-J. Rousseau, Paris, Le livre de poche, coll. « Classiques de poche », no 16109, 2002, 895 p. Édition établie, présentée et annotée par Jean Goulemot.  (ISBN 2-253-16109-8)
- Abbé Prévost, Histoire du chevalier des Grieux et de Manon Lescaut, Paris, Librairie générale française, coll. « Le livre de poche. Classique », no 21002, 2005, 369 p. Édition établie, présentée et annotée par Jean Goulemot.  (ISBN 2-253-08103-5)
- Denis Diderot, Cuentos, Ellago Ediciones, coll. « Letras », 2009, 216 p. Traduction de Lydia Vázquez Jiménez. Préface de Jean Goulemot.  (ISBN 978-84-96720-82-4)
- Casanova, Histoire de ma vie. Anthologie. Le voyageur européen, Paris, Le livre de poche, coll. « Classiques de poche », no 32695, 2014, 597 p. Édition préfacée, commentée et annotée par Jean Goulemot.  (ISBN 978-2-253-08911-7)

#### Direction d’ouvrages collectifs
- Histoire littéraire de la France. III. De 1715 à 1789, Paris, Éditions sociales, 1975 (2e édition), 624 et 16 p. Avec Michèle Duchet.
- Écrire Paris, Paris, Éditions Seesam, Fondation Singer-Polignac, 1990, 143 p. Ill. Avec Daniel Oster.  (ISBN 2-907843-06-0)
- Le voyage en France. Anthologie des voyageurs européens en France, du Moyen Âge à la fin de l’Empire, Paris, Robert Laffont, coll. « Bouquins », 1995, xxvi/1 148 p. Avec Paul Lidsky et Didier Masseau.  (ISBN 2-221-07261-8)
- Inventaire Voltaire, Paris, Gallimard, coll. « Quarto », 1995, 1 479 p. Avec André Magnan et Didier Masseau.  (ISBN 2-07-073757-8)
- Dialogisme culturel au XVIIIe siècle, Tours, Université de Tours, U.F.R. de Lettres, coll. « Cahiers d’histoire culturelle », no 4, 1997, 116 p.  (ISBN 2-86906-116-1)
- De l’obscène et de la pornographie comme objets d’études, Tours, Université de Tours, U.F.R. de Lettres, coll. « Cahiers d’histoire culturelle », no 5, 1999, 64 p. Ill.  (ISBN 2-86906-124-2)
- Tours 1889 (ou comment célébrer le premier centenaire de la Révolution), Tours, Université de Tours, Groupe de recherches Histoire des représentations, coll. « Cahiers d’histoire culturelle », no 8, 2000, 115 p. Ill.  (ISBN 2-86906-142-0)  (ISSN 1281-6019)
- Lecture, livres et lecteurs du XVIIIe siècle, Tours, Université de Tours, U.F.R. de Lettres, coll. « Cahiers d’histoire culturelle », 12, 2003, 162 p.  (ISBN 2-86906-173-0)  (ISSN 1281-6019)
- Ballons et regards d’en haut, Bergame et Paris, Bergamo University Press, Edizioni Sestante et L’Harmattan, coll. « Cahiers de littérature française », no V, juin 2007, 158 p. Ill. Avec Michel Delon.  (ISBN 978-88-95184-41-8)  (ISBN 978-2-296-03860-8)
- Temps, durée dans la littérature des Lumières et ses marges, Le Manuscrit, coll. « Réseau Lumières », 2010, 241 p.  (ISBN 978-2-304-03140-9)
- Expérimentation scientifique et manipulation littéraire au siècle des Lumières, Paris, Minerve, 2014, 224 p.  (ISBN 978-2-86931-137-4)

### Direction de numéros de revues
- Études françaises, vol. 32, no 2, automne 1996, 93 p. Numéro « Faire catleya au XVIIIe siècle. Lieux et objets du roman libertin ». Études réunies et présentées par Jean M. Goulemot et Benoît Melançon.  (ISBN 2-7606-2490-0)  (ISSN 0014-2085)

### Traduction
- De Miranda, Pedro Álvarez, « Les projets encyclopédiques en Espagne », Dix-huitième siècle, no 38, 2006, p. 105-118. Traduction de Jean Goulemot.  (ISSN 0070-6760)

### Entretien
- Porret, Michel, « Lumières et pornographie. Entretien avec Jean Marie Goulemot », Équinoxe. Revue de sciences humaines, no 19, printemps 1998, p. 11-22.  (ISSN 1013-6002)  (ISBN 2-940227-00-4) Repris dans Sens des Lumières, Chêne-Bourg (Suisse), Éditions Médecine et hygiène - Georg, coll. « L’Équinoxe », 2007, p. 221-234.  (ISBN 978-2-8257-0943-6)

### Articles et chapitres de livres (sélection)

#### Le concept derévolution
- « Le mot révolution et la formation du concept de révolution politique », Annales historiques de la Révolution française, octobre-novembre 1967, p. 417-444.
- « Politique des Lumières, politique de la Révolution », Revue des sciences morales et politiques, 1989.
- « Le mythe de Cromwell et l’obsession de la république chez les monarchistes français de 1650 à 1700 », L’esprit républicain, Paris, Klincksieck, 1971, p. 107-112.
- « Angoisse des temps, obsession de la somme et politique des restes à la fin du XVIIIe siècle », dans Pierre Citti (sous la dir. de), Fins de siècle, Talence, Presses universitaires de Bordeaux, 1990. Avec Jacques Lecuru et Didier Masseau.

#### Lexicométrie
- « Sur l’élaboration et l’utilisation de l’index des œuvres de J.J. Rousseau », Revue des sciences humaines, avril-septembre 1966, p. 299-307. Avec Michel Launay.
- « Tenants et aboutissants d’une recherche sur le vocabulaire de Rousseau et l’histoire des idées au XVIIIe siècle », Langages, no 11, septembre 1968, p. 101-111. Avec Michel Launay.
- « Emplois du mot révolution dans les traductions françaises des Discours de Nicolas Machiavel au XVIIIe siècle », Cahiers de lexicologie, 1969, p. 75-82.

#### Littérature érotique
- « “Prêtons main à la nature”, II. Fureurs utérines », Dix-huitième siècle, no 12, 1980.
- « Les livres érotiques », dans Henri-Jean Martin et Roger Chartier (sous la dir. de), Histoire de l’édition française, Paris, Promodis, 1984. Réédition : Fayard, Cercle de la Librairie, 1989-1991
- « Sexual Imagination as Revealed in the Traité des superstitions de l’abbé Thiers », Eighteenth-Century Studies, 1985, p. 22-31.
- « Du lit et de la fable dans le roman érotique », Études françaises, vol. 32, no 2, automne 1996, p. 7-17.  (ISSN 0014-2085)  (ISBN 2-7606-2490-0)
- « Sadean Novels and Pornographic Novels : Narration, its Objectives and its Effects », Paragraph. A Journal of Modern Critical Theory, vol. 23, no 1, mars 2000, p. 63-74. Traduction de Jonathan M. Weiss.
- « Séduction et jeux des corps : récit libertin et roman pornographique », dans D. Jiménez et Jean-Christophe Abramovici (sous la dir. de), Éros volubile. Les métamorphoses de l’amour du Moyen Âge aux Lumières, Paris, Desjonquères, 2000, p. 219-230.  (ISBN 2-84321-025-9)

#### Autobiographie
- « “Les Confessions” : une autobiographie d’écrivain », Littérature, no 33, février 1979, p. 58-74.  (ISSN 0047-4800)
- « Stratégies et positions dans les Dialogues de Rousseau », Romanistische Zeitschrift für Literaturgeschichte / Cahiers d’histoire des littératures romanes, 1979.
- « Les pratiques littéraires ou la publicité du privé », dans Philippe Ariès et Georges Duby, Histoire de la vie privée, tome 3 : De la Renaissance aux Lumières, volume dirigé par Roger Chartier, Paris, Seuil, 1986, p. 372-405.
- « Tensions et contradictions de l’intime dans la pratique des Lumières », Littérales, no 17, 1995, p. 13-21.  (ISSN 0989-4322)  (ISBN 2-90-4906-029)
- « Temps et autobiographie dans les Confessions : une tentative de réinscription culturelle », Thélème. Revista Complutense de Estudios Franceses, no 16, 2001, p. 151-170.  (ISSN 1139-9368)

#### Épistémologie
- « Propositions pour une réflexion sur l’épistémologie des recherches dix-huitiémistes », Dix-huitième siècle, no 5, 1973.
- « De la polémique sur la révolution et les Lumières et les dix-huitiémistes », Dix-huitième siècle, no 6, 1974, p. 235-242.
- « Vouloir ne plus être dix-huitiémiste », Revue de synthèse, juin 1980, p. 37-52.
- « Histoire littéraire et histoire des idées du XVIIIe siècle à l’épreuve de la Révolution », MLN, no 114, 1999, p. 629-646.
- « Parcours », dans Caroline Jacot Grapa, Nicole Jacques-Lefèvre, Yannick Séité et Carine Trevisan (sous la dir. de), Le travail des Lumières. Pour Georges Benrekassa, Paris, Champion, coll. « Colloques, congrès et conférences. Le siècle des philosophes », no 8, 2002.  (ISBN 2-7453-0640-5)

#### Joseph Staline
- « Candide militant, la littérature française et la philosophie des lumières dans quelques revues communistes de 1944 à la mort de Staline », Libre, no 7, 1980, p. 199-245.
- « Du culte de Staline et de quelques autres chez les communistes français », dans Staline à Paris, Paris, Ramsay, 1982, p. 19-55.
- « Les héritiers du Père Joseph », Autrement, mars 1986, p. 103-109.

#### Histoire de lalittérature, de lalectureet desbibliothèques
- « En guise de conclusion : les bibliothèques imaginaires (fictions romanesques et utopies) », dans Claude Jolly (sous la dir. de), Histoire des bibliothèques françaises. Les bibliothèques sous l’Ancien Régime. 1530-1789, Paris, Promodis—Éditions du Cercle de la librairie, 1988, vol. 2, p. 501-511.  (ISBN 2-903181-68-3)
- « De la lecture comme production de sens » dans Roger Chartier (sous la dir. de), Pratiques de la lecture, Paris, Payot, coll. « Petite bibliothèque Payot », no 167, 1993 (1985), p. 115-127.  (ISBN 2-228-88723-4)
- « Histoire littéraire et histoire de la lecture », dans Roger Chartier (sous la dir. de), Histoires de la lecture. Un bilan des recherches, Paris, IMEC éditions et Éditions de la Maison des sciences de l’homme, coll. « In Octavo », 1995, p. 221-226.  (ISBN 2-908295-25-3 et 2-7351-0651-9)
- « Bibliothèques, encyclopédisme et angoisses de la perte : l’exhaustivité ambiguë des Lumières », dans Marc Baratin et Christian Jacob (sous la dir. de), Le pouvoir des bibliothèques. La mémoire des livres en Occident, Paris, Albin Michel, coll. « Bibliothèque Albin Michel. Histoire », 1996, p. 285-298.  (ISBN 2-226-07901-7)  (ISSN 1158-6443)
- avec Thomas Steinfeld et Gilles Marcotte, « La place de la littérature dans les médias en notre fin de millénaire », Études françaises, vol. 36, no 3,‎ 2000, p. 149-160 (lire en ligne)
- « Questions et propositions sur l’histoire du livre et de la lecture », dans Jean Goulemot (sous la dir. de), Lecture, livres et lecteurs du XVIIIe siècle, Tours, Université de Tours, U.F.R. de Lettres, coll. « Cahiers d’histoire culturelle », no 12, 2003, p. 9-16.  (ISBN 2-86906-173-0)  (ISSN 1281-6019)

## Prix et distinctions
- 1981 - Prix Marie-Eugène Simon-Henri-Martin de l’Académie française pour son édition des Mémoires de Valentin Jamerey-Duval[13]
- 1991 - Membre de l’Institut universitaire de France[5]
- 1997 - Chevalier dans l’Ordre national de la Légion d'honneur[14]

## Sources
- Didier Masseau (dir.), Le XVIIIe siècle. Histoire, mémoire et rêve. Mélanges offerts à Jean Goulemot, Paris, Honoré Champion éditeur, coll. « Colloques, congrès et conférences sur le dix-huitième siècle », no 12, 2006, 365 p.  (ISBN 2-7453-1332-0)  (ISSN 1627-7317)